# ريتشي باول
ريتشي باول (بالإنجليزية: Richie Powell)‏ هو عازف بيانو أمريكي، ولد في 5 سبتمبر 1931 في نيويورك في الولايات المتحدة، وتوفي في 26 يونيو 1956 في بنسيلفانيا في الولايات المتحدة بسبب حادث مرور.

## وصلات خارجية
- ريتشي باول على موقع ميوزك برينز (الإنجليزية)
- ريتشي باول على موقع أول ميوزيك (الإنجليزية)
- ريتشي باول على موقع ديسكوغز (الإنجليزية)